# Complot du bacha

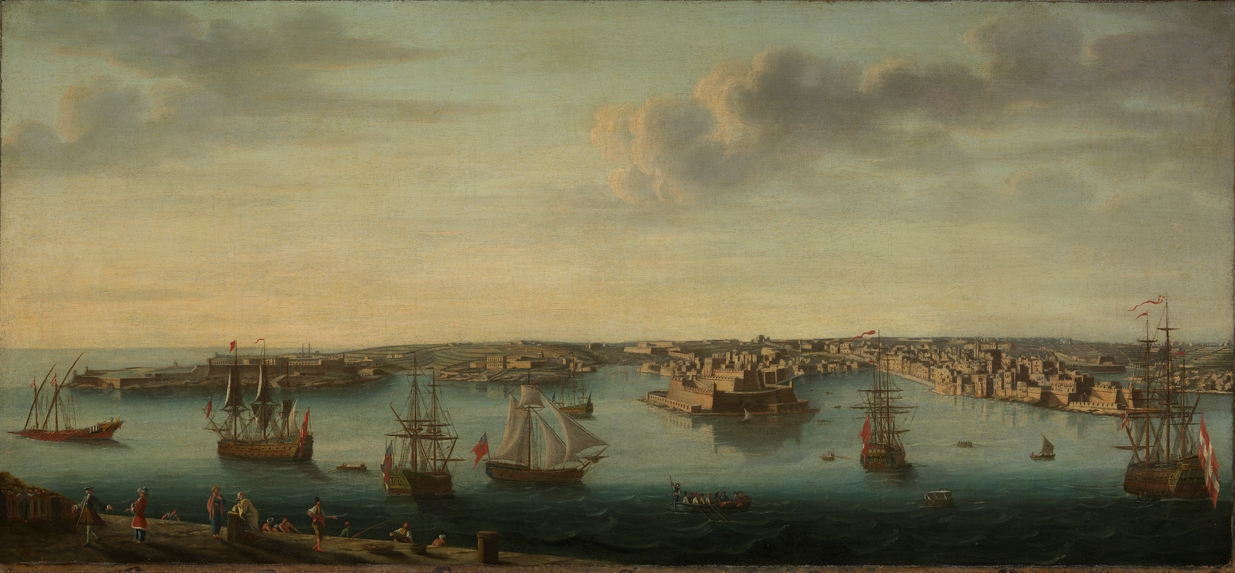
Port de La Valette vers 1750.

Le complot du Bacha à Malte en 1749 est un vaste complot fomenté par le Bacha (ou Pacha) de Rhodes visant à soulever les esclaves musulmans et prendre le pouvoir dans l'île de Malte. Il aurait pu réussir sans un concours de circonstance rendant l’histoire digne d'un roman d'aventures. La conjuration a été largement racontée et commentée à l'époque ; la Bibliothèque nationale de Malte en conserve six récits en italien, un en portugais, un autre en français et deux discours,,. Le récit le plus proche des évènements a été publié la même année par un acteur de l'histoire, le chevalier Paul-Antoine de Viguier (1702-1774).

## L'arrivée du Bacha à Malte
L'histoire commence par le voyage en galère que Mustapha, gouverneur général (ou Bacha) de Rhodes, entreprend de Rhodes vers la Caramanie. Après quelques jours, une mutinerie de la chiourme chrétienne est déclenchée à l'instigation d'un esclave maure nommé Cara Mehemet, serviteur privé du Bacha, qui cherchait à se venger de son maître. Il complote avec un Maltais nommé Montalto et d'autres esclaves chrétiens, des Maltais, des Grecs mais aussi des Albanais ou des Persans. Ils parviennent à se rendre maîtres du navire, égorgent et jettent par-dessus bord les marins turcs. Les mutins élisent Demetrius, un Albanais, pour chef puis hésitent longtemps sur le chemin à prendre avant de mettre le cap sur Malte. La galère arrive au large du Grand Port le 1er février 1748 avec un équipage à bout de forces.

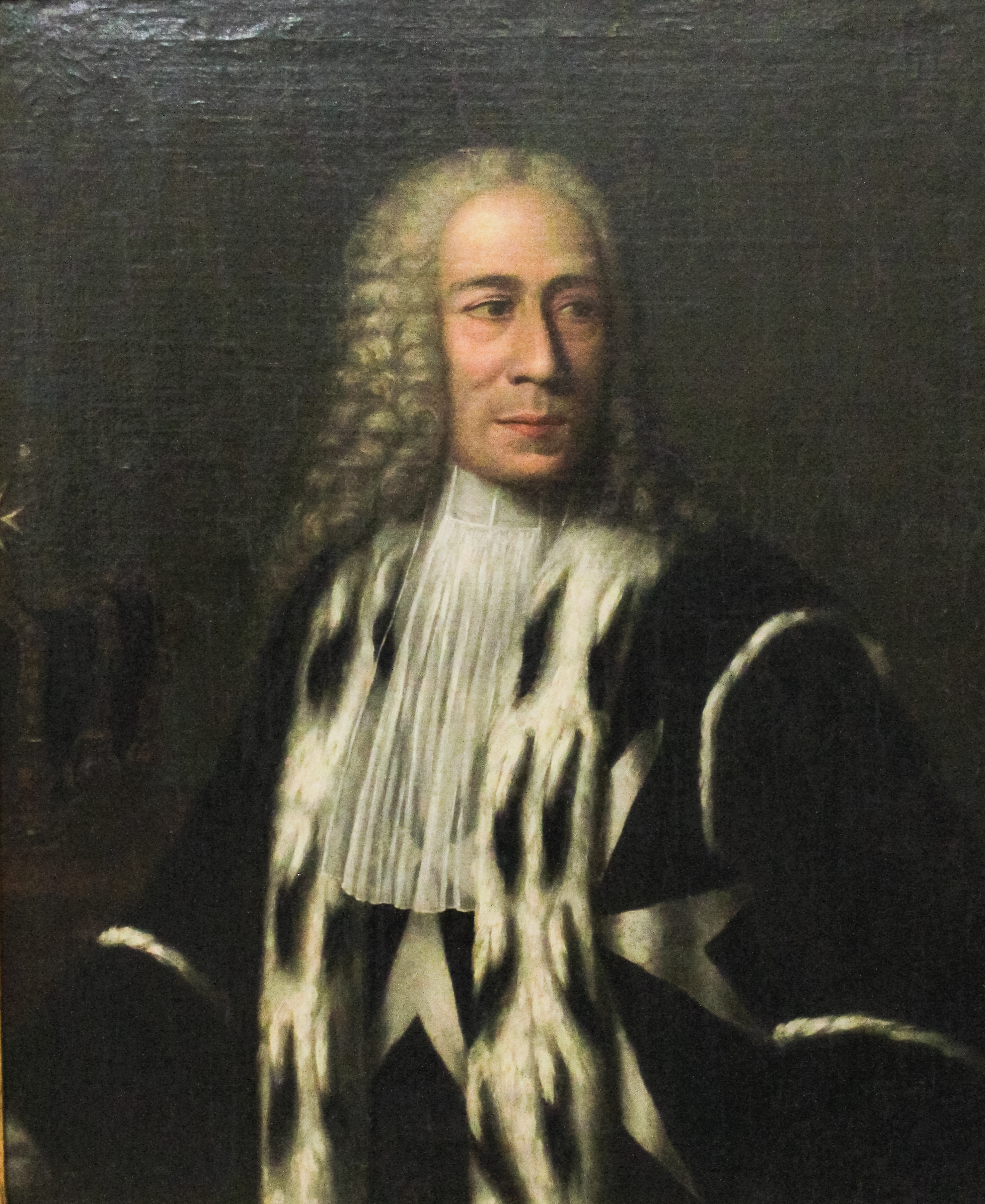
Le grand maître Manoel Pinto da Fonseca par Antoine Favray.

Immédiatement averti, le grand maître Manoel Pinto da Fonseca accueille avec les honneurs un personnage si prestigieux. Ce Mustapha, né dans l'île de Chios vers 1708, serait le fils d'un grand-amiral de Constantinople, et petit-fils d'un grand vizir. Après quelques courses victorieuses en galère, il avait obtenu le poste de gouverneur de l'île de Rhodes. Il fut donc installé pour sa quarantaine dans l'île du lazaret avec une grande liberté et la jouissance de cinq de ses domestiques. Une fois sa quarantaine terminée, le général Ximemes le mène en calèche dans le fort Saint-Elme où il est installé avec de nombreux domestiques turcs et avec même la permission de passer les jours de chaleur près des jardins des bords de La Valette. Traité avec de grands égards, il n'en demeure pas moins captif.
En avril 1749, l'intervention du roi de France auprès du grand maître, aboutit à la remise en liberté du Bacha le 5 mai 1749 ; sans doute la diplomatie française veut-elle ménager la Sublime Porte. Le Bacha est désormais libre, sous la responsabilité du bailli du Bocage, le représentant à Malte du gouvernement français. Mais malgré plusieurs propositions de retour à Constantinople, le Bacha traîne à Malte, disant attendre des instructions de son gouvernement. Son comportement rend perplexe les autorités maltaises. En attendant sa décision, le Bacha jouit d'une liberté totale dans l'île, habitant dans une maison à l'extérieur de la ville et y recevant de nombreux esclaves musulmans.

## Découverte du complot
En fait, le Bacha met au point une extraordinaire conjuration, progressivement découverte à partir du 6 juin. Ce soir-là, Viguier alors capitaine des gardes, reçoit le témoignage d'un maronite arménien, qui vient lui confier que le Maure de la galère était venu lui proposer d'entrer dans un complot contre l'ordre. Viguier lui-même (un ancien gouverneur de l’île de Gozo de 1731 à 1734), en fera le récit qui sera publié la même année. Dans un premier temps, Viguier trouve l'histoire obscure et peu vraisemblable mais en avertit le grand maître le soir même. Peu après Joseph Cohen, un Juif de Palestine vint lui aussi rapporter un complot visant le grand maître, d'après une conversation entendue entre le même Arménien, le Maure de la galère et un Persan. Cette fois, les deux derniers sont arrêtés et soumis à la question. Ils avouent rapidement le complot et dénoncent de nombreux complices, eux aussi interrogés, dont un serrurier turc qui donne le plus d'indications. Le gouvernement peut désormais reconstituer toute l'histoire.

## Organisation
Peu après son arrivée à Malte et peut-être pour s'évader, le Bacha tente de gagner à sa cause le plus d'esclaves musulmans possible. Son secrétaire privé, qu'on a laissé à son service, lui sert d'agent de renseignements sur Malte et son fonctionnement. Petit à petit, il attise les désirs de liberté chez les esclaves et parvient à les convaincre de se joindre à lui pour une révolte de grande envergure. La liberté avec laquelle le bacha et ses serviteurs peuvent communiquer avec les autres esclaves expliquent l'ampleur du complot. Le Bacha a même réussi à écrire tant aux dirigeants d'Alger, Tunis et Tripoli qu'à ceux de Constantinople pour les informer de son projet et leur demander leur soutien.

## Le Projet

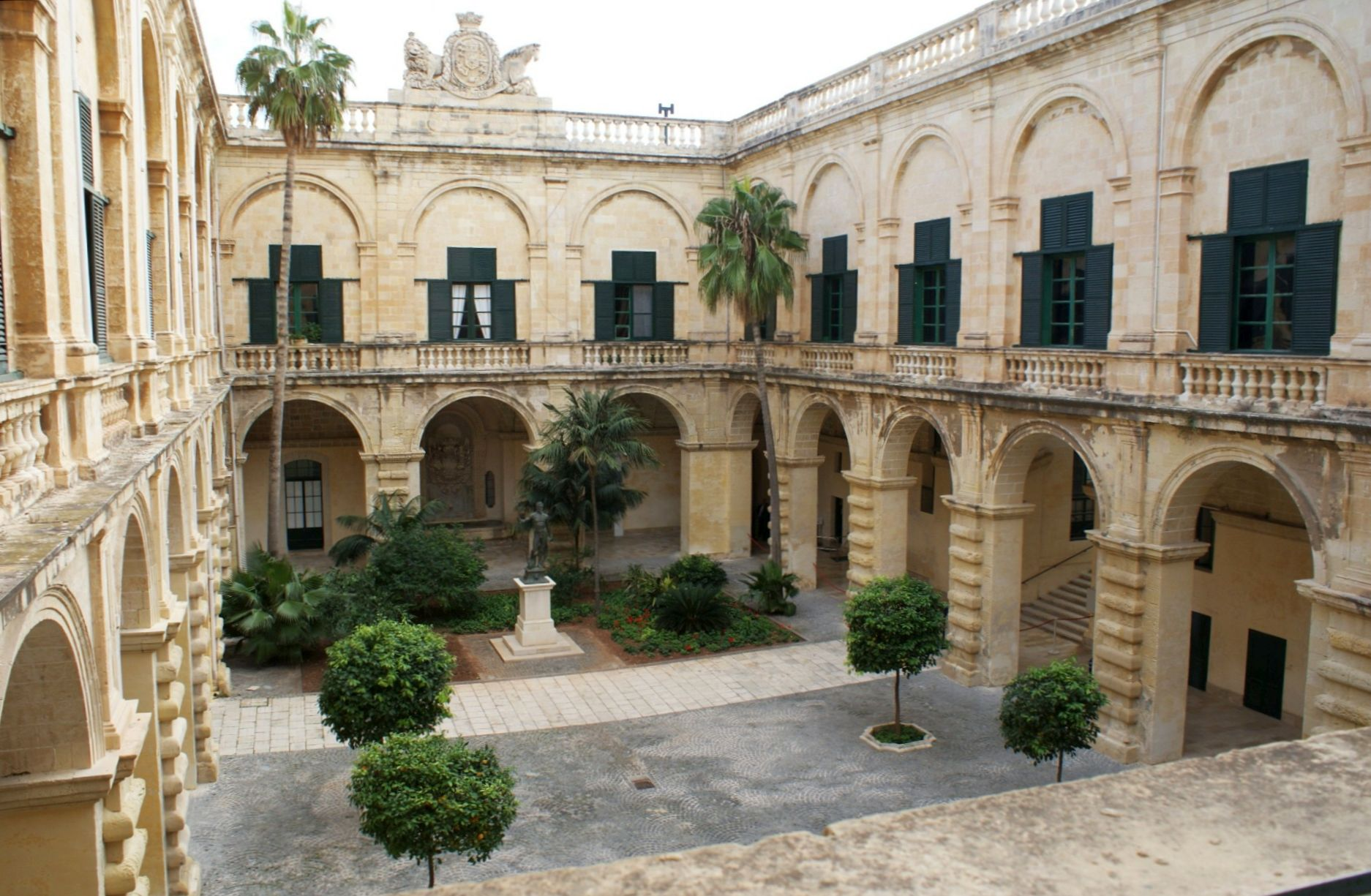
Palais magistral de La Valette.

L'insurrection estt programmée pour le 29 juin, jour de la fête de Saint-Pierre et Saint-Paul, où une grande partie de l'île se retrouve pour des célébrations religieuses à Mdina, laissant donc La Valette désertée. Le Turc Ymselletty, chambrier personnel de Pinto da Fonseca, devait vers 14 h, pendant sa sieste, ouvrir les portes de sa chambre au Maure, à deux porteurs turcs et quatre autres esclaves. Tous les huit devaient poignarder le grand maître avec un couteau empoisonné remis par le Bacha. D'autres conjurés devaient égorger également un grand nombre de chevaliers, dont le capitaine de la garde. Ils comptaient sur une faible résistance en raison de la faible activité à l'heure de la sieste. Le reste des esclaves conjurés devant ensuite prendre d'assaut les postes de garde. Le Bacha lui-même, devait s'être retiré dans ses appartements du fort Saint-Elme quelques jours auparavant sous prétexte d'indisposition. De là, et avec une quinzaine d'hommes, il comptait s'emparer du corps de garde du château, puis attaquer le palais magistral. D'autres groupes devaient se rendre maîtres du fort Saint-Ange et de la salle d'armes pour pouvoir ensuite fournir des armes à tous les esclaves et prendre le pouvoir sur l'île. Jugés peu sûr par le Bacha, le Maure et le Persan devaient être rapidement supprimés. Le rôle du Maure reste ambigu, éternel comploteur, il semble être l'instigateur de la mutinerie de la galère turque et participe également au complot de son ancien maître. Le Bacha se méfie également de Ymselletty qui exigeait pour prix de son forfait d'être nommé Bacha de Malte. Le Bacha comptait lui accorder ce titre, puis le tuer trois jours plus tard pour rester seul maître de l'île.

## Le complot déjoué
À l'annonce de l'arrestation du Maure et du Persan, le Bacha ne montre aucune surprise, mais il s'empresse de commander en secret à Ymselletty de rapidement tuer le grand maître avant que tout le complot soit découvert. Mais le chambrier n'osa porter seul la main sur Pinto da Fonseca.
Avec célérité, le pouvoir hospitalier parvient à démonter tout le complot et découvre, horrifié, son ampleur. La plupart des esclaves au service des chevaliers sont compromis. On enferme immédiatement tous les esclaves, y compris les serviteurs, mais reste le cas du Bacha. Contre les accusations, il se dit tout d'abord victime d'une vengeance du Maure. Le 13 juin pourtant, devant des soupçons de plus en plus établis, de nombreux membres du Grand Conseil souhaitent l'emprisonner, mais le bailli du Bocage proteste toujours de son innocence et du soutien que lui accorde le gouvernement français. Pourtant, à mesure que les conjurés sont interrogés, tous confirment l'implication du Bacha, y compris des dignitaires musulmans à Malte. Finalement, le 19 juin à 20 heures, le grand maître ordonne l'arrestation du Bacha et son transfert fort Saint-Elme, autant pour l'enfermer que pour sa sécurité car un important mouvement de foule s'était déclenché contre lui, cherchant à le lapider depuis que les rumeurs publiques avaient dévoilé le complot. Le Bacha est dès lors gardé à vue dans ses appartements, avec l'interdiction d'en sortir. Un Conseil d'État se réunit le 23 juin, décidant d'envoyer une missive au Roi de France pour l'informer des évènements. Le Bacha est lui-même interrogé le 25 juin et ses intimes ensuite, ce qui permet de confirmer la réalité du complot.

## Conséquences
Plus de 200 esclaves sont reconnus coupables de participation au complot. Une soixantaine sont exécutés dont certains ont les os brisés et la chair arrachée au fer rouge avant d’être écartelés par quatre galères dans le port de Malte.
Le Persan est banni de l'Ordre et chassé de l'île.
Le juif dénonciateur est récompensé d'une pension à vie et d'une maison sur laquelle fut inscrite une relation de sa loyauté.

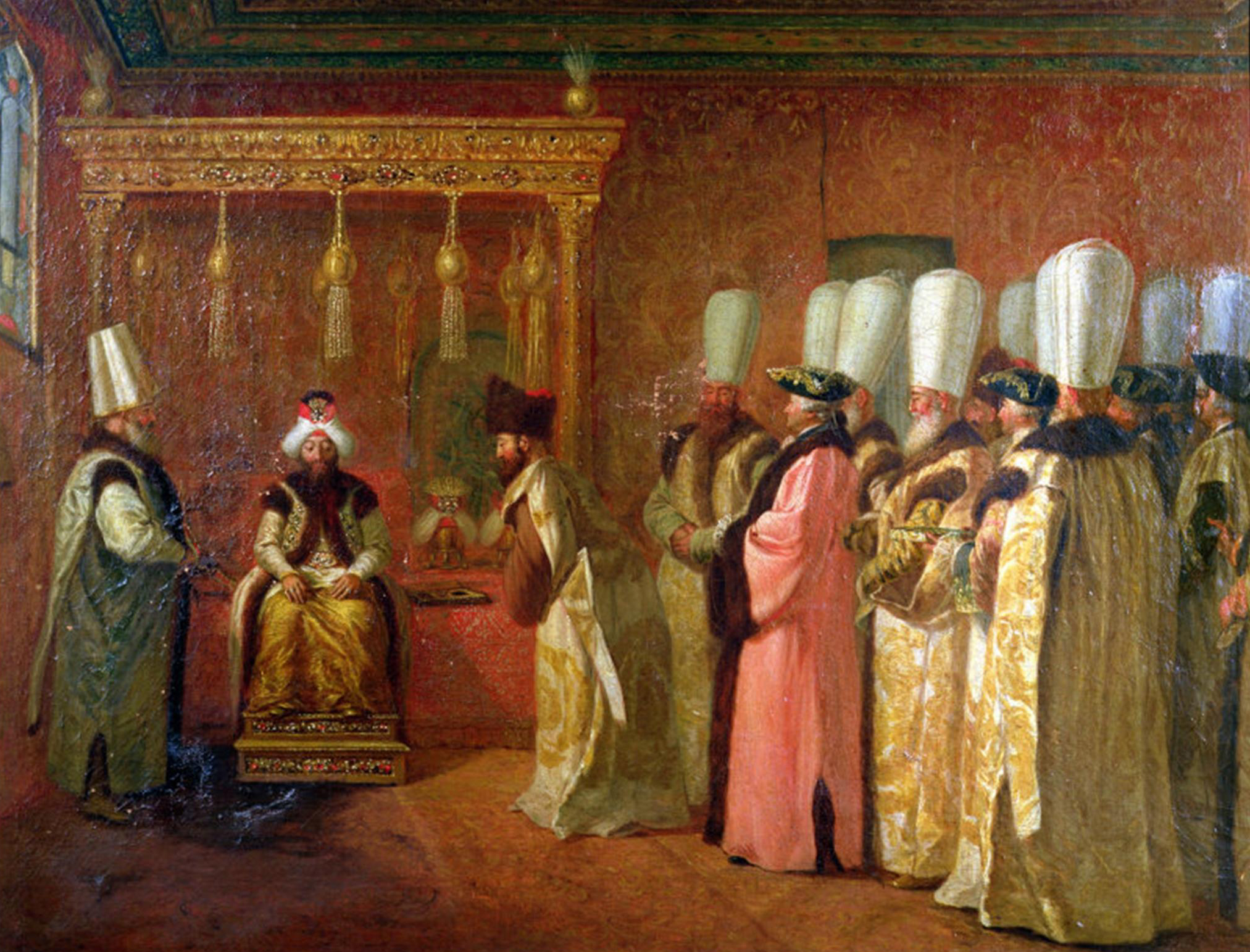
Audience d'un ambassadeur français auprès du Sultan en 1755 par Antoine Favray

Quant au Bacha, le grand maître reçoit le 10 novembre 1749 une lettre de Versailles dans laquelle Louis XV fait part de son horreur et ajoute qu'il ne « balancerait pas à exciter [sa] justice contre la perfidie de ce bacha s'il n'était pas retenu par les maux que son supplice causerait aux chrétiens en général et particulièrement aux Français qui sont établis dans le Levant ». En bref, la raison d'État l'emporte et le Bacha est renvoyé le 13 mars 1751 à Constantinople à bord d'une frégate française. Il aurait ensuite été banni par le Sultan.
De nouvelles lois renforcent la sécurité autour des esclaves. Ceux, non-chrétiens, qu'ils soient publics ou privés, seront désormais enchaînés deux à deux pour quitter leur prison le matin et se rendre à leur travail. Seuls les convertis au catholicisme gardent le privilège du port simple de l’anneau.

## Évocations artistiques
- Un des premiers poèmes écrits en maltais, Fuqek Nitħaddet Malta (Le superviseur parle de Malte), d'un auteur anonyme, raconte la révolte des esclaves de 1749. Il fut probablement rédigé plusieurs années après les faits[10].
- La conjuration de Mustapha, Bacha de Rhodes contre les chevaliers de Malte, ou La Gloire de Malte (en italien : La congiura di mustafa Bassa di Rodi contro i cavalieri Maltesi: ov. le glorie di Malta) : pièce de théâtre de Pietro Andolfati (it) de 1779[11].